# Orfeó Manresà
L'Orfeó Manresà va néixer el 6 d'octubre del 1901 en un moment històric d'expansió de la ciutat, fruit d'aquella època romàntica i apassionada de la renaixença catalana, on la ciutat incrementa els seus equipaments i en la qual proliferen diaris i setmanaris d'informació.

## Fundació
Una mostra del creixement de les inquietuds culturals de la ciutat, és el naixement de l'Orfeó Manresà. Arran d'un concert de l'Orfeó Català l'1 de setembre, que va causar molt impacte entre els membres de les entitats locals, un grup d'entusiastes de la Lliga Regional i de l'Associació Obrera Catalanista, i sota l'impuls de l'Estanislau Casas, van treballar per crear un cor a la ciutat, a la semblança de l'Orfeó Català, aglutinant persones de diferents entitats, de diferents estrats socials i amb la clara voluntat de difondre i consolidar la llengua catalana, tot cantant i aprenent música.
L'èxit d'aquella visita de l'Orfeó Català va ser memorable, tant per la qualitat musical del concert com per la llavor que deixava sembrada. El dia 12 de setembre es formà la comissió organitzadora, composta per Josep Noguera, Andreu Cabot, Josep Robèda, Ricard Cornet, Francesc Mª Capella, Andreu Pons, en Narcis Martrus i el mateix Estanislau Casas, acompanyats per Leonci Soler i March, que va avançar els diners necessaris per realitzar aquests treballs.
El primer diumenge d'octubre de 1901, es fundava l'Orfeó, comptant amb la simpatia de la majoria de sectors i estaments de la ciutat. Naixíem en una època en què l'interès per la cultura popular apareixia arreu d'Europa de la mà del Romanticisme i a Catalunya, amb la Renaixença, que significà el retrobament, per part de les esferes intel·lectuals, dels valors autòctons, a la vegada que va constituir el punt de partida de la recuperació nacional de Catalunya.
En aquesta reunió magna de constitució tinguda a la sala consistorial de la Casa de la Ciutat, on s'aprovaren els estatuts i reglaments, es nomenà el primer consell directiu, presidit per en Josep Jordana.
El 28 d'octubre de 1901 va quedar establert el primer local social de l'entitat, al primer pis de la casa núm. 56 del carrer d'Urgell, començant en aquest dia l'ensenyança de solfeig a les tres seccions.

## Història
A data de 15 de febrer de l'any 1903, el cos coral, constava de 27 senyoretes, 26 homes i 17 nois. Els socis protectors eren vuitanta.
Els directors del cor han estat al llarg del temps els següents: Manuel Jovés, Joaquim Pecanins, Miquel Blanch, Agustí Coll, Josep Maria Descarga, Jordi Noguera, Joaquim Piqué, Lluís Arguijo i Vila i, des de juny de 2019, Xavier Pagès i Torroja.
Diverses orquestres han col·laborat amb l'Orfeó en diferents moments de la seva història: L'Orquestra Simfònica de Barcelona, La Camerata Instrumental de Catalunya, l'Orquestra de Cambra de Parbublce (Txecoslovàquia), l'Orquestra Ciutat de Barcelona (OCB), una formació instrumental de Mozarteum de Salzburg, l'Orquestra de les Joventuts Musicals de Catalunya, l'Orquestra Virtèlia Simfonieta, sota la direcció d'en Francesc Llongueres, l'Orquestra Simfònica Empordà Llenguadoc Rosselló, dirigida per Carles Coll i l'Orquestra Ciutat de Barcelona i Nacional de Catalunya OBC, sota la direcció d'Ernest Martínez-Izquierdo, l'Orquestra de Cambra del Bages, l'Orquestra Terrassa 48 i l'Orquestra Simfònica del Vallès.
Si bé les actuacions han estat majoritàriament a Catalunya, l'Orfeó ha actuat a diverses ciutats espanyoles i a França, Itàlia, Àustria, Txecoslovàquia, Regne Unit, Països Baixos, Bèlgica, Suïssa i Iugoslàvia. Ha interpretat obres com: el Davide penitente, el Rèquiem i la Missa de la Coronació de W.A.Mozart; el Glòria d'Antonio Vivaldi; el Magnificat de J.S. Bach; el Messies de Häendel; la Simfonia núm. 9, Op.125, de Beethoven, entre d'altres. Cal destacar-ne les actuacions al Palau de la Musica Catalana, al Palacio de la Música de Madrid, a la sala Smetena de Praga, a la sala Leopold Mozart, del Mozarteum de Salzburg, a l'Auditori Pau Casals del Vendrell, al Paranimf de la Universitat de Barcelona, al Saló Sant Jordi del Palau de la Generalitat i al Gran Teatre del Liceu. L'Orfeó Manresà va ser la primera massa coral a Espanya que va realitzar una audició en directe davant les càmeres de Televisió Espanyola, l'any 1959, a Madrid.
En 1978, l'11 de novembre, el MHP de la Generalitat Josep Tarradellas va inaugurar la nova seu de l'Orfeó a Manresa, en un acte amb concert, al qual va participar com a cantaire l'esposa del President, na Antònia Macià.
El 1989 va prendre part en el concurs de l'Orquestra Simfònica de Praga, en el qual li va ser atorgat un Primer Premi per acords mixtes amb menció honorífica del jurat, per la interpretació dels Madrigals de Claudio Monteverdi. També l'any 1997 participà en el Certamen Coral de Ejea de los Caballeros, on aconseguí el segon premi. L'Orfeó Manresà, dins del seu Centenari (2001) va produir un espectacle musical en format professional, que porta als escenaris del país, una visió teatral i musical d'una etapa molt important de la història de la ciutat de Manresa, un espectacle àgil, modern i amb qualitat, amb la composició i direcció musical de Manel Camp, “El Retaule de la Llum”,que ja han pogut veure més d'11.000 persones, a indrets com el Teatre Conservatori de Manresa, el Teatre Fortuny de Reus, el Teatre Zorrilla de Badalona, o al Gran Teatre del Liceu de Barcelona. Producció que va ser seleccionada a la Fira d'Espectacles d'Arrel Tradicional del 2001. L'any 2006 l'Orfeó Manresà participa en l'estrena de l'espectacle musical-visual “Ciutat”, per a piano, cor, formació instrumental, teatre i dansa, espectacle professional, pluridisciplinari, innovador, sobre les ciutats del nostre país, produït per la seva Fundació, que ja s'ha vist a les ciutats de Manresa i Terrassa, i que actualment està en gira. El 2008 participa en l'estrena a Catalunya de l'espectacle simfònic del grup basc Tirri Tarra, Argi Beltz – Luz Negra i el 2009 actua a L'Auditori de Barcelona interpretant el Carmina Burana de Carl Orff.
Paral·lelament disposa d'un extens repertori que comprèn des d'obres del segle xiii, passant pel Renaixement i fins als nostres dies, fent un repàs a les obres més importants des del cant pla fins a les composicions més elaborades dels nostres temps.
L'Orfeó Manresà el 2001 va rebre la Creu de Sant Jordi en reconeixement de la destacada tasca de sensibilització musical i cultural i de vertebració ciutadana que ha dut a terme al llarg de la seva trajectòria.